# Stanisha Kastrioti
Stanisha Kastrioti was een Albanese prins afkomstig uit het huis Kastrioti. Hij was de zoon van Gjon Kastrioti, landsheer van het vorstendom Kastrioti en een oudere broer van volksheld Gjergj Kastrioti Skanderbeg. Tevens was hij de vader van Hamza Kastrioti, een vooraanstaande Albanese militair.

## Biografie
Stanisha was een zoon van het adellijk Albanese echtpaar Gjon en Vojsava Kastrioti. Stanisha had drie broers genaamd Reposh, Gjergj en Konstantin en vijf zussen, Mara, Jelena, Mamica, Angjelina en Vlajka.
Gjon Kastrioti, heerser van het vorstendom Kastrioti werd in de 14e eeuw een vazalstaat van het Ottomaanse Rijk. Om te kunnen bewijzen dat hij trouw zou blijven aan de Ottomanen, werd Stanisha als gijzelaar meegenomen naar het Ottomaanse hof. Het Servische Despotaat van Stefan Lazarević was ook al enige tijd een vazal van de Ottomanen en had nauwe banden met de Kastrioti's, als gevolg hiervan werd Stanisha een commandant van de Servische troepen in de oorlog tegen het Republiek Venetië.
Hierna vervagen de sporen van Stanisha. Een theorie is dat hij trouwde met een Ottomaanse prinses, zich bekeerde naar de islam en zich assimileerde. Uit een huwelijk kreeg hij een zoon, Hamza, die werd geboren als moslim en werkzaam was als militair in het Ottomaanse leger. Later werd Hamza ingelijfd door de Albanese troepen van de Liga van Lezhë. Uiteindelijk keerde Hamza terug in het Ottomaanse leger waar hij zou blijven dienen tot aan zijn dood.